# Maritime Central Airways

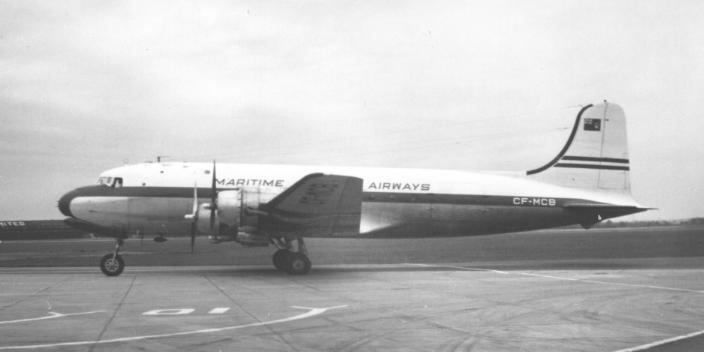
Douglas DC-4 Skymaster de Maritime Central Airways à Manchester en Angleterre en 1956

Maritime Central Airways était une compagnie aérienne canadienne. Elle était un prédécesseur de Eastern Provincial Airways et a été fondée par Carl Burke et Josiah Anderson, originaire de l'Île-du-Prince-Édouard, en 1941, à Moncton, au Nouveau-Brunswick et desservait les provinces maritimes et Terre-Neuve-et-Labrador (qui à l'époque ne fait pas encore partie du Canada). Cette première flotte était composée d'un Boeing 247 et d'un Fairchild 24 . 

## Opérations en temps de guerre
MCA a participé à l'effort de la Seconde Guerre mondiale avec divers projets, y compris une mission de recherche et de sauvetage pour le gouvernement américain au Groenland en 1942 qui a causé la perte d'un Barkley-Grow T8P-1. 
Cette charte était typique des opérations de bagages mixtes sur lesquelles la plupart des transporteurs canadiens, y compris MCA, ont survécu: en plus des trajets réguliers que nous connaissons aujourd'hui. 

## Après-guerre
En 1946, la flotte s'était agrandie pour inclure un Douglas DC-3, de Havilland Rapide, Lockheed Model 10 Electra, Cessna Crane et PBY Canso. En plus des trajets de passagers et de marchandises dans les Maritimes, les tâches MCA à la fin des années 1940 consistaient en un service deux fois par semaine aux Îles de la Madeleine, transportant du courrier, des relevés de phoques dans le golfe du Saint-Laurent et au large des côtes du Labrador, des patrouilles sur glace, et des chartes de Charlottetown et de Yarmouth pour amener des homards à Boston et à New York. Rien qu'en 1948, MCA transportait près de deux millions de livres de fret et sa flotte était passée à deux DC-3, 1 Canso, 4 Lockheed 10, 1 de Havilland Rapide, 2 Cranes et 2 Stinsons. 

## Les années 1950 et la fermeture
Les années 1950 ont été une autre période de forte croissance pour MCA. En 1953, MCA était le troisième transporteur en importance au Canada. MCA a lancé le premier service aérien vers l'île française de Saint-Pierre et a remporté des contrats pour le transport aérien de dix-sept des quarante-deux stations distantes d'alerte précoce (DEW) en construction dans le Nord canadien. Au moment où les projets DEW étaient terminés, MCA avait ajouté un Vickers Viscount, Bristol Freighter, Avro York, Douglas DC-4 et Douglas DC-6 à sa flotte. Le travail en ligne après la DEW comprenait des emplois affrétés de grande envergure, comme un contrat de quatre ans transportant des réfugiés hongrois et plusieurs voyages expédiant des singes d'Inde et du Pakistan . 
Le 11 août 1957, une tragédie a frappé lorsqu'un MCA DC-4 chargé de membres des Vétérans impériaux de Toronto qui revenaient de vacances au Royaume-Uni s'est écrasé près d'Issoudun, au Québec. Tous les soixante-dix-neuf à bord ont été tués. Toujours en 1957, MCA a créé Nordair en tant que filiale avec des opérations basées à Dorval à Montréal. Nordair, bientôt seul de MCA, deviendra un important transporteur régional canadien à part entière avant d'être absorbé par Canadian Pacific Airlines au milieu des années 1980. 